# Tamara Tikhonina
Tamara Petrovna Tikhonina (em russo:  Тамара Петровна Тихонина; 22 de fevereiro de 1937) é uma ex-jogadora de voleibol da Rússia que competiu pela União Soviética nos Jogos Olímpicos de 1964.
Em 1964, ela fez parte da equipe soviética que conquistou a medalha de prata no torneio olímpico, no qual atuou em quatro partidas.